# Cinq martyrs du lycée Buffon
Les cinq martyrs du lycée Buffon sont des lycéens parisiens ayant participé à la Résistance française qui furent exécutés le 8 février 1943. Les lettres d'adieux, écrites le jour de leur mort à leurs parents, sont particulièrement émouvantes.

## Composition du groupe

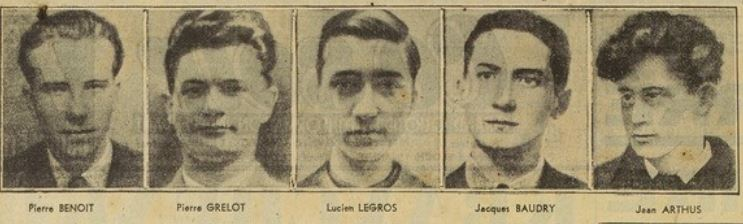
Cinq martyrs du lycée Buffon (Ce soir du 9 février 1949)

- Jean-Marie Arthus (né à Lausanne, Suisse, le 2 avril 1925, de parents français). Son père, veuf en 1940, était médecin psychiatre[1].
- Jacques Baudry (né le 7 avril 1922). Fils unique d'un professeur d’économie, il habite au 247, rue de Vaugirard. Entré au lycée Buffon en 1932, il réussit son baccalauréat et poursuit des études à la Sorbonne et à l’École spéciale de mécanique et d’électricité[2].
- Pierre Benoît (né à Nantua le 7 mars 1925). Son père est officier de police et sa mère directrice d’école maternelle. Il habite au 6, square Desnouettes[3].
- Pierre Grelot (né le 16 avril 1923). Fils d’un ingénieur-dessinateur au ministère des PTT, il habite 11 bis, rue de Pondichéry. Il est au lycée Buffon depuis la 3e[4] ; il entre en 1940 en 1re B et se destine à l’enseignement de l’espagnol.
- Lucien Legros (né le 11 juin 1924). Fils d’un chef de bureau du ministère des Finances, il habite 26, rue des Plantes dans le 14e[5]. Élève au lycée Buffon depuis la 6e, il est passionné par la poésie, la peinture. Il est aussi un excellent pianiste. Il est le frère cadet de l'artiste peintre Jean Legros.

## Histoire
Après la défaite dans la bataille de France et la signature de l'armistice le 22 juin 1940, des groupes de résistance naissent ; des actes de résistance, individuels ou collectifs, se font de plus en plus nombreux. Dans les facultés et les lycées parisiens, la rentrée scolaire s'effectue dans une atmosphère lourde. Des tracts commencent à circuler, des slogans anti-allemands apparaissent sur les murs. Au lycée Buffon, entre autres, un mouvement de résistance se forme chez les enseignants comme chez les élèves. Le 11 novembre 1940, des lycéens sont présents dans le cortège des étudiants venus fleurir la tombe du Soldat inconnu lors de la manifestation patriotique organisée à l'arc de Triomphe.
Jean-Marie Arthus (15 ans en 1940), Jacques Baudry (18 ans), Pierre Benoît (15 ans), Pierre Grelot (17 ans) et Lucien Legros (16 ans), s'efforcent de faire comprendre aux autres lycéens que la guerre n'est pas finie ; qu'il faut lutter contre l'armée d'occupation. Ils installent une petite imprimerie chez l'un d'entre eux et distribuent des tracts, collent des papillons. Le groupe s’organise, ils prennent des pseudonymes : « Marchand », « André », « Francis », « Paul », « Jeannot », et cachent également leurs premières armes. Les services de renseignements généraux s'inquiètent des activités de ces jeunes gens dont ils ne connaissent pas encore l'identité.
En 1941, les groupes et les réseaux de résistance se développent ; les attentats et les sabotages se multiplient contre l'occupant dont les mesures de répression s'intensifient. Les cinq lycéens décident de s'engager dans la résistance armée en adhérant aux Francs-tireurs et partisans (FTP).
En avril 1942, un professeur de lettres du lycée Buffon, Raymond Burgard, fondateur du mouvement de résistance Valmy, est arrêté à son domicile par l'Abwehr. La réaction de ses élèves est immédiate. Ils décident de protester publiquement. Durant les vacances de Pâques, ils organisent une manifestation qui se déroule le jeudi 16 avril 1942, jour de la rentrée. À la récréation du matin, une cinquantaine d'élèves d'autres établissements, conduits par Lucien Legros, force l'entrée du lycée Buffon et rejoint le groupe de Buffon, mené par les quatre autres. La manifestation d’une centaine de lycéens se dirige vers « la cour des grands » en criant : « Libérez Burgard » et en chantant La Marseillaise. Dix minutes après, les élèves commencent à se disperser mais un agent du lycée a fait fermer les issues et prévenir la police. Les cinq réussissent à s'enfuir, mais Legros et Benoît sont reconnus et dénoncés aux autorités. Ils sont désormais fichés comme « jeunes gens très dangereux » par les services de police, et obligés de vivre dans la clandestinité.
Loin de cesser, l'activité des cinq amis s'intensifie. Certains de ces élèves avaient comme professeur de philosophie Pierre Thillet (lui-même résistant, préparant l’agrégation de philosophie à la Sorbonne où il suivit notamment les cours de Jean Cavaillès, et affecté à l’époque au lycée Buffon). Le groupe passe à la lutte armée. En moins de trois mois, ils participent à deux attentats (rue de l'Armorique et quai Malaquais) sans faire de victimes. Ils lancent des grenades (quai de Tokyo) contre un amiral allemand et ses invités au cours d'une réception, occasionnant des dégâts minimes. Les 3 et 4 juin 1942, Legros, Arthus, Baudry et Grelot sont arrêtés sur dénonciation par la brigade spéciale no 2 des Renseignements généraux. Seul Benoît parvient à s'échapper.
Le 17 juin 1942, les quatre amis arrêtés comparaissent devant le tribunal spécial de Paris pour avoir participé à la manifestation de la rue de Buci sous les accusations de « pillage, tentative d'homicide volontaire et association de malfaiteurs ». La sanction est sans appel : travaux forcés à perpétuité. Toutefois étant compromis dans des attentats contre les troupes d'occupation, ils sont remis aux autorités militaires allemandes.
Pierre Benoît rejoint un groupe FTP à Moret-sur-Loing, près de Fontainebleau (au camp de Calvaire) où il poursuit la lutte. Il participe à des sabotages de voies ferrées, à la désorganisation des convois allemands, à la récupération des tickets de ravitaillement dans les mairies, à des attentats contre des collaborateurs. Signalé par les renseignements généraux et les services de police comme « chef terroriste très dangereux, toujours armé et se sachant recherché », il est activement recherché dans toute la France. Il tombe entre les mains de la police française, le 28 août 1942, près de la gare Saint-Lazare. Après avoir été longuement interrogé et torturé, il est livré à la Geheime Feld Polizei. Il retrouvera ses quatre compagnons à la prison de la Santé.
Le 15 octobre 1942, après un nouveau procès, les cinq jeunes sont condamnés à mort par le tribunal de la Luftwaffe et transférés à la prison de Fresnes. Baudry et Legros tentent à deux reprises de s'évader mais sont repris et mis aux fers. Le 8 février 1943, vers 11 heures du matin, les cinq lycéens sont fusillés au stand de tir de Balard (Paris 15e) et leurs corps jetés dans une fosse commune du cimetière parisien d'Ivry-sur-Seine.

## Lettres d'adieux à leurs parents
Écrites le jour de leur exécution, après plusieurs mois de détention, elles sont particulièrement émouvantes.

### Lettre de Jean-Marie Arthus à son père, veuf
« Paris, le 8 février 1943,
Mon Grand Chéri,
Je ne sais si tu t'attendais à me revoir, je m'y attendais.
On nous a appris ce matin que c'était fini, alors, adieu ! Je sais que c'est un coup très rude pour toi, mais j'espère que tu es assez fort et que tu sauras continuer à vivre en gardant confiance en l'avenir.
Travaille, fais cela pour moi, continue les livres que tu voulais écrire, pense que je meurs en Français pour ma Patrie.
Je t'embrasse bien.
Adieu, mon grand Chéri,
Jean Arthus »

### Lettre de Jacques Baudry à ses parents (il était fils unique)
« Mes Pauvres Parents chéris,
On va m'arracher cette vie que vous m'avez donnée et à laquelle je tenais tant. C'est infiniment dur pour moi et pour vous. J'ai eu la chance de savoir, avant de mourir, que vous étiez courageux. Restez-le, surtout ma petite maman que j'embrasse de tout mon pauvre cœur.
Mes pauvres chéris, j'ai accepté le combat, vous le savez. Je serai courageux jusqu'au bout. La guerre sera bientôt finie. Vous serez quand même heureux dans la paix, un peu grâce à moi. Je veux retourner à Dieu à côté de pépère et mémère. J'aurais voulu vivre encore pour vous aimer beaucoup. Hélas ! Je ne peux pas, la surprise est amère !
J'ai eu les journaux. Nous mourons en pleine victoire. Exécution ce matin à onze heures. Je penserai à vous, à Nicole. Hélas ! mes beaux projets d'avenir ! Qu'elle ne m'oublie pas non plus, ni mes parents !
Mais surtout, que la vie continue pour elle, qu'elle profite de sa jeunesse.
Jacques Baudry »

### Lettre de Pierre Benoît
« Paris, le 8 février 1943,
mes Chers Parents, Chers amis,
C'est la fin !… On vient de nous chercher pour la fusillade. Tant pis. Mourir en pleine victoire, c'est un peu vexant, mais qu'importe !… Le rêve des hommes fait événement…
Nano, souviens-toi de ton frangin. Jusqu'au bout, il a été propre et courageux, et devant la mort même, je ne tremble pas.
Adieu, petite Maman chérie, pardonne-moi tous les tracas que je t'ai faits. J'ai lutté pour une vie meilleure ; peut-être un jour, tu me comprendras !
Adieu, mon vieux Papa. Je te remercie d'avoir été chic avec moi. Garde un bon souvenir de ton fils.
Tototte, Toto, adieu, je vous aimais comme mes propres parents.
Nano, sois un bon fils, tu es le seul fils qui leur reste, ne fais pas d'imprudence.
Adieu tous ceux que j'ai aimés, tous ceux qui m'aimaient, ceux de Nantua et les autres.
La vie sera belle. Nous partons en chantant. Courage. Ce n'est pas si terrible après six mois de prison.
Mes derniers baisers à vous tous.
Pierre Benoit »

### Lettre de Pierre Grelot
« Paris, le 8 février 1943,
Maman chérie, Papa et Jacques chéris,
Tout est fini, maintenant. Je vais être fusillé ce matin à onze heures. Pauvres parents chéris, sachez que ma dernière pensée sera pour vous, je saurai mourir en Français.
Pendant ces longs mois, j'ai beaucoup pensé à vous et j'aurais voulu plus tard vous donner tout le bonheur que votre affection pour moi méritait en retour. J'ai rêvé tant de choses pour vous rendre heureux après la tourmente. Mais, hélas ! mes rêves resteront ce qu'ils sont.
Je vous embrasse beaucoup, beaucoup. La joie de vous revoir m'est à jamais interdite. Vous aurez de mes nouvelles plus tard.
Je vous embrasse encore et toujours, mes parents chéris. Gardez toujours dans votre cœur mon souvenir…
Adieu, Maman, Papa, Jacques Chéris, adieu…
Pierre Grelot »

### Lettre de Lucien Legros
« Paris, le 8 février 1943,
Mes Parents Chéris, mon Frère Chéri,
Je vais être fusillé à onze heures avec mes camarades. Nous allons mourir le sourire aux lèvres, car c'est pour le plus bel idéal. J'ai le sentiment, à cette heure, d'avoir vécu une vie complète.
Vous m'avez fait une jeunesse dorée : je meurs pour la France, donc, je ne regrette rien. Je vous conjure de vivre pour les enfants de Jean. Reconstruisez une belle famille…
Jeudi, j'ai reçu votre splendide colis ; j'ai mangé comme un roi. Pendant ces quatre mois, j'ai longuement médité ; mon examen de conscience est positif, je suis en tous points satisfait.
Bonjour à tous les amis et à tous les parents.
Je vous serre une dernière fois sur mon cœur.
Lucien Legros »

## Les familles
En août 1942, les attentats se multiplient, le général Carl-Heinrich von Stülpnagel fait arrêter 100 personnes comme otages, dont les familles des cinq lycéens ; le docteur Arthus, madame Grelot et Jacques (son fils aîné), monsieur Legros et Jean (son fils), monsieur et madame Benoît. Ils sont conduits au fort de Romainville. Ils ne doivent leur salut qu'à l'intervention immédiate d'un haut fonctionnaire ami de Monsieur Legros. La famille Baudry absente de Paris échappe à cette rafle. Le 11 août 1942, 88 otages sont fusillés au mont Valérien.

## Après la guerre
Après la guerre, Jean-Marie Arthus, Jacques Baudry, Pierre Benoît, Pierre Grelot et Lucien Legros ont été décorés à titre posthume de la Légion d'honneur, de la croix de guerre 1939-1945 et de la médaille de la Résistance et cités à l'ordre de la Nation.
En 1952, leurs corps sont incinérés et l'urne contenant leurs cendres est placée dans la crypte de la chapelle de la Sorbonne au côté de douze universitaires-résistants et d'un sac de terre russe provenant de la tombe de la partisane soviétique Zoya Kosmodemianskaya.

## Mémoire et hommages

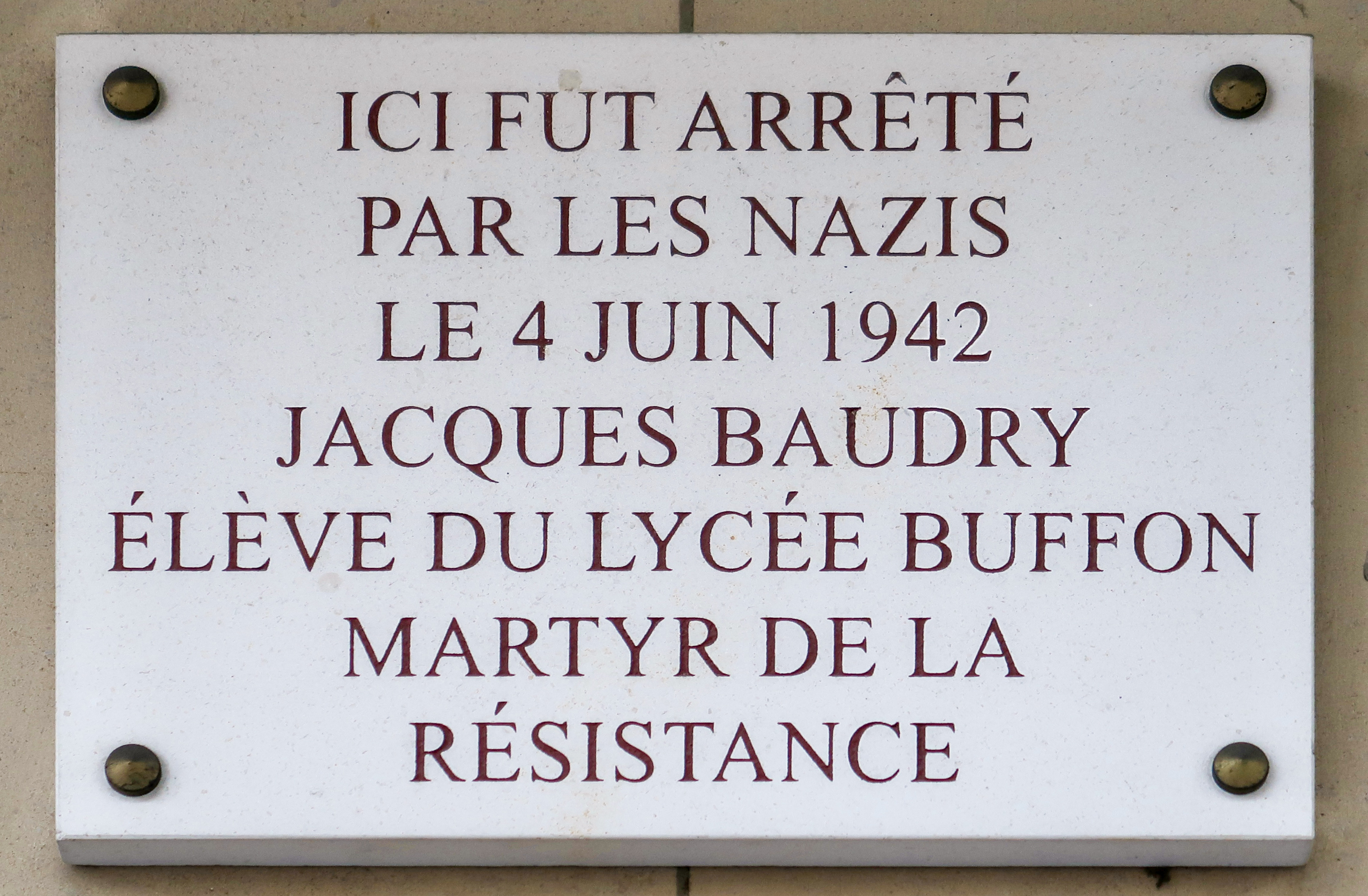
Plaque en mémoire de Jacques Baudry, 247 rue de Vaugirard (Paris).

Paul Éluard, ami de la famille Legros, a écrit un poème en hommage à Lucien et à ses camarades, en 1944.

### Odonymie
Il existe :
- une place des Cinq-Martyrs-du-Lycée-Buffon à cheval sur Paris 14e et Paris 15e ; avant la couverture des voies de la gare Montparnasse, un pont portait le nom de pont des Cinq-Martyrs-du-Lycée-Buffon[8] ;
- une rue Jacques-Baudry à Paris 15e ;
- une plaque à leur mémoire au lycée Buffon. Le 8 février 2013, l'ensemble des collégiens et lycéens du collège-lycée Buffon à Paris leur ont rendu hommage lors d'une cérémonie. Ils ont déposé des gerbes et des roses blanches sur la place des Cinq-Martyrs-du-Lycée-Buffon. Des discours ont été prononcés en leur faveur puis un cortège reliant la place au lycée a été formé ;

### Timbres-poste
Un timbre à leurs effigies est édité dans la série Héros de la Résistance, émis le 27 avril 1959 et retiré de la vente le 18 septembre suivant.
Cette série honore cinq résistants :
- les cinq martyrs du lycée Buffon (Jean Arthus, Jacques Baudry, Pierre Benoit, Pierre Grelot et Lucien Legros), organisateurs d'un groupe patriotique dans leur lycée ;
- Yvonne Le Roux : membre du réseau Johnny de Brest, déportée à Ravensbrück ;
- Gilbert Médéric-Védy : résistant de Cherbourg ;
- Louis Martin-Bret : chef de mouvements dans les Alpes ;
- Gaston Moutardier : organisateur d'un réseau au sein des PTT de la Somme.

### Arts
Une pièce de théâtre écrite en 2006 par Jean-Charles Raymond met en scène Lucien Legros : Un autre 11 novembre, premier acte de Résistance, interprétée par la compagnie La Naïve. Elle a été jouée près de 100 fois pour un public essentiellement composé de collégiens buccho-rhodaniens (18000 environ) grâce au compagnonnage de Michel Agnellet, ami d'enfance de Lucien Legros qui appartenait également au réseau Valmy. Michel Agnellet est décédé le 24 octobre 2012.[réf. nécessaire]
En octobre 2007, le téléfilm La vie sera belle, retraçant leurs faits d'armes, passe à la télévision à une heure de grande écoute.